# Vorgesetztenbeurteilung
Der Begriff Vorgesetztenbeurteilung bezeichnet die Beurteilung des Führungsverhaltens, der Kenntnisse und/oder Fähigkeiten eines Vorgesetzten durch seine direkten Mitarbeiter. Kommen als Beurteiler weitere Personen wie zum Beispiel Führungskräfte höherer Verantwortungsebenen, Kollegen oder Kunden hinzu, handelt es sich um ein 360-Grad-Feedback.

## Zweck der Vorgesetztenbeurteilung
Lange Zeit ist dieses Feedback-Instrument hinterfragt worden, da es das traditionelle Rollenverständnis (top-down Verfahren) durchbricht und Führungskräfte in ihrem Machtprivileg einschränkt. Eine Abhängigkeit von den Mitarbeitern kann entstehen, die jetzt in die Lage versetzt werden, ihrem Chef ein „Zeugnis“ auszustellen und nicht nur andersherum, wie es bislang der Fall war. Im Zuge der partizipativen Führung hat sich aber die Rolle der Führungsperson an sich geändert, die heute vielmehr als Berater und Teamplayer angesehen wird und Werte wie partnerschaftlichen Umgang und teamorientiertes Arbeiten in den Vordergrund stellt.
Somit sollen nicht Personalauswahl und Kontrolle das Hauptziel der Vorgesetztenbeurteilung sein, sondern die Verbesserung der Führungsbeziehungen bzw. der Kommunikation zwischen Vorgesetzten und Mitarbeitern. Anlass für ein Feedback kann ein schlechtes Betriebsklima oder Kritik seitens der Mitarbeiter zur Führung sein oder aber ein Soll-Ist-Vergleich der selbst auferlegten Führungsleitlinien des Unternehmens.
Nicht nur allein der Vorgesetzte hat einen Vorteil aus der Bewertung, indem er etwas über seine Wirkung auf seine Mitarbeiter erfährt und entsprechende Veränderungen in seinem Verhalten herbeiführen kann, sondern auch die Mitarbeiter und das Unternehmen selbst können einen Nutzen ziehen. Es gibt eine Vielzahl von Funktionen der Vorgesetztenbeurteilung wie die nachfolgende Tabelle zeigt, die je nach Strategie des Unternehmens eine unterschiedliche Gewichtung und Kombination erfahren können.
| Führungskraft        | Mitarbeiter/Team               | Unternehmen                    |
| -------------------- | ------------------------------ | ------------------------------ |
| Diagnosefunktion     | Motivations-/Leistungsfunktion | Partizipationsfunktion         |
| Entwicklungsfunktion | Dialog-/Partizipationsfunktion | Motivations-/Leistungsfunktion |
| Kontrollfunktion     | Steuerungsfunktion             | Personalentwicklung            |
|                      | Teamentwicklungsfunktion       | Kontrollfunktion               |
|                      |                                | Selektionsfunktion             |
|                      |                                | Evaluationsfunktion            |

Abb. 1: Bedeutende Funktionen der Vorgesetztenbeurteilung
Als besonders relevant werden die Diagnose-, Entwicklungs-, Partizipations- und Motivations-/Leistungsfunktion angesehen, die kurz näher erläutert werden sollen.
Die Führungskraft erhält anhand der Diagnosefunktion Informationen darüber, wie sich das Selbst- vom Fremdbild unterscheidet, also wie das eigene Verhalten auf die Mitarbeiter wirkt bzw. wahrgenommen wird und wie sie sich selbst diesbezüglich eingeschätzt hätte. Gerade in diesem Bereich besteht oft eine große Diskrepanz. Nur wenn der Vorgesetzte darüber in Kenntnis gesetzt wird und Hinweise über die gewünschte Richtung einer Veränderung erhält, ist er auch in der Lage Umwandlungen vorzunehmen. Es findet eine Entwicklung sowohl auf Seiten der Führungskräfte als auch innerhalb der gesamten Organisation statt, da das Unternehmen erkennt, wo die Defizite der Führungspersonen liegen und entsprechende Personalmaßnahmen wie zum Beispiel Workshops und Schulungen durchführen lassen kann.
Mit Hilfe der Partizipationsfunktion erhält der Mitarbeiter das Gefühl, Einfluss und Verantwortung in Bezug auf die Gestaltung der Beziehung zu seinem Vorgesetzten zu haben. Inwiefern wirklich eine Beteiligung stattfindet bleibt fraglich, da die Beurteilung für den Vorgesetzten mehr eine Hilfestellung als eine konkrete Verpflichtung zur Änderung seines Verhaltens ist. Dies ist wiederum abhängig von den mit der Beurteilung für ihn verbundenen Konsequenzen. Das Unternehmen an sich hofft auf diesem Wege auf die „Umsetzung einer partizipativen Führungsphilosophie“.
Letztendlich soll die Vorgesetztenbeurteilung bei den Mitarbeitern und damit im gesamten Unternehmen neben der Verbesserung des Verhältnisses von Vorgesetzten zu Mitarbeitern und umgekehrt zu einer Steigerung der Motivation und der Leistungsergebnisse führen.

## Teilelemente
Eine Vorgesetztenbeurteilung besteht nicht nur aus dem Beurteilungsakt, sondern ist ein Prozess, der sich aus den Teilelementen Planung, Durchführung und Umsetzung zusammensetzt. Bei der Planung geht es um die Zielsetzung und die Erarbeitung eines Konzeptes (z. B. eines Fragebogens). In der Phase der Durchführung finden die eigentliche Befragung und deren Auswertung statt, nachdem zuvor alle Betroffenen im Unternehmen darüber ausreichend informiert wurden. Zum Abschluss erfolgen das Feedback und die Maßnahmenplanung, sowie deren konkreten Umsetzung, die einer Kontrolle unterliegt.

## Varianten des Instrumentes
Die Vorgesetztenbeurteilung ist eine „Bottom-up“-Beurteilung, d. h. von unten (Mitarbeiter) nach oben (Vorgesetzter). Sie kann aber auch durch andere Interessengruppen erweitert werden (360-Grad-Feedback). Die Befragung wird anhand eines validierten Fragebogens online oder in einem persönlichen Gespräch durchgeführt.
Das fragebogengestützte Verfahren wird bei der Vorgesetztenbeurteilung am häufigsten eingesetzt. Die Gestaltung geeigneter Fragebögen ist sehr aufwendig, daher nutzen die meisten Unternehmen bereits entwickelte Fragebögen. Der Nachteil ist hierbei, dass diese nicht an unternehmensspezifische Besonderheiten angepasst sind. Es müssen also häufig noch Fragen in Anlehnung an firmenspezifische Führungsgrundsätze und Leitlinien entwickelt werden. Beurteilt werden sollten nur Merkmale, die sich auf das Verhalten der Führungskraft beziehen und nicht etwa seine Persönlichkeitsmerkmale, da diese zu subjektiv wahrgenommen werden.
Sehr beliebt sind Einstufungsverfahren, in denen die Beurteilung anhand von Verhaltensbeobachtungsskalen z. B. mit Werten zwischen eins und fünf erfolgt. Dies sind jedoch voll standardisierte Verfahren, sie liefern nur Informationen über Bereiche, die auch abgefragt werden. Um an umfassendere Informationen zu kommen, ist es daher ratsam, zusätzlich noch einige offene Fragen zu stellen.
Für die Durchführung der Untersuchung sollten entweder externe Berater herangezogen oder eine Projektgruppe mit Vertretern aus allen Unternehmensbereichen gegründet werden. Alle Beteiligten sollten hinreichend über die anstehende Beurteilung informiert und eventuell schon in die Entwicklung des Instruments mit einbezogen werden. Dies baut Vorurteile ab und jeder der Anregungen hat, kann diese mit einbringen. Die Auswertung kann durch die Personalabteilung oder eine externe Einrichtung erfolgen, wobei letzteres Bedenken bezüglich der Datensicherheit eher zerstreut. Im besten Fall sollte dann die Ergebnisübermittlung an Vorgesetzte und Mitarbeiter persönlich erfolgen, da eine Zusendung oft zu Missverständnissen und Fehlinterpretationen führt.
Der Vorteil des Fragebogengestützten Verfahrens liegt darin, dass die standardisierte Erhebung eine Vergleichbarkeit der Ergebnisse garantiert. Nachteil ist, dass der Individualität der einzelnen Unternehmen nicht genügend Rechnung getragen wird.
Eine weitere Möglichkeit, eine Vorgesetztenbeurteilung durchzuführen, ist entweder das Workshop-orientierte oder das Gesprächsorientierte Verfahren.
Der Einsatz von Workshops ist weitaus flexibler als das fragebogengestützte Verfahren, da jede Führungskraft selbst entscheidet wann ein solcher stattfinden soll. Dabei sind eine begrenzte Teilnehmerzahl, eine genaue Information der Beteiligten und die Moderation durch einen neutralen Moderator wichtig. Um die Anonymität zu wahren, sollten die Ergebnisse als Gruppenergebnisse diskutiert werden, was in der Praxis jedoch oft schwer umsetzbar ist. Der Vorteil dieses Verfahrens liegt im unmittelbaren Dialog zwischen Vorgesetztem und Mitarbeiter, dies gilt auch für das gesprächsorientierte Verfahren. Hierbei handelt es sich um wechselseitige Rückmeldegespräche, in denen Änderungsmaßnahmen und ihre Umsetzung vereinbart werden. Auch dieses Verfahren ist weitaus flexibler als der Fragebogen; der Nachteil besteht jedoch in der mangelnden Vergleichbarkeit der Ergebnisse.
Das 360-Grad-Feedback stellt eine Ergänzung zur Aufwärtsbeurteilung dar. Der Unterschied besteht in der Anzahl der Beurteiler: Während beim bottom-up Verfahren nur die direkt unterstellten Mitarbeiter mit einbezogen werden, erfolgt bei dieser Variante eine Beurteilung durch mehrere Zielgruppen. 360° verdeutlicht das Bild eines Kreises und symbolisiert, dass der Vorgesetzte „[…] aus allen wesentlichen Blickwinkeln der Organisation betrachtet wird […]“. In den meisten Fällen setzt sich der Kreis mit je einem 90°-Winkelbereich aus dem Vorgesetztenurteil, dem Kollegenurteil, der Aufwärtsbeurteilung und einer Selbsteinschätzung zusammen. Es können zusätzlich Urteile von Kunden und/oder Lieferanten eingeholt werden.
Die Zielsetzung und Funktionen der Variante entspricht der der allgemeinen Vorgesetztenbeurteilung. Der Vorteil besteht lediglich darin, dass der zu Beurteilende einen umfassenderen Abgleich seines Selbstbildes mit mehreren Fremdbildern bekommt, da jede Zielgruppe auch unterschiedlich Ansprüche äußert.

## Gestaltungsparameter
Durch die Setzung verschiedener Ziele, welche durch die Vorgesetztenbeurteilung erreicht werden sollen, ergeben sich auch unterschiedliche formale und inhaltliche Gestaltungsmöglichkeiten. Wird beispielsweise dem Kontrollgedanken die oberste Priorität beigemessen, so sollten für eine bessere Vergleichbarkeit eher standardisierte Instrumente verwendet werden. Steht der Gedanke der Teamentwicklung im Vordergrund, wobei die Freiwilligkeit eine wichtige Voraussetzung darstellen kann, rückt die Qualität der Auswertung in einem Teamgespräch oder Workshop in den Mittelpunkt.
Wichtig ist, welche Erfassungsform gewählt wird. Die Befragung kann wie bereits erwähnt in den Varianten mündlich (in einem Workshop oder Mitarbeitergespräch) oder schriftlich (per Fragebogen) durchgeführt werden. Auch eine Mischform wäre denkbar, z. B. ein Workshop, in dem ein Fragebogen ausgefüllt werden muss, der dann mündlich besprochen wird. Auch die Häufigkeit und der Zeitpunkt der Befragung sind zu beachten, wobei dies von Unternehmen zu Unternehmen individuell entschieden werden kann. Entscheidend ist nur, dass ein einmal eingeführtes Schema (z. B. Beurteilung einmal am Ende des Jahres) auch konsequent beibehalten wird.
Für die Durchführung und die Akzeptanz der Beurteilung ist die Freiwilligkeit sowohl bei den Mitarbeitern als auch bei den Vorgesetzten von zentraler Bedeutung. Ist die Teilnahme an der Befragung freiwillig, so kann dies Bedenken auf beiden Seiten mindern. Jedoch wird schon allein durch die Einführung eines derartigen Verfahrens ein Druck zur Teilnahme aufgebaut. Weigert sich z. B. der Vorgesetzte, an einer solchen Befragung teilzunehmen, so hätte dies mit großer Wahrscheinlichkeit negative Auswirkungen auf seine Karrierechancen.
Des Weiteren muss der Personenbezug klar sein, also die Frage, wer überhaupt wen einschätzt. Dies kann die klassische Konstellation sein, also der Mitarbeiter schätzt den direkten Vorgesetzten ein, oder es werden mehrere Vorgesetzte oder sogar die gesamte Geschäftsleitung eingeschätzt. Wichtig ist hierbei, dass die Befragung je nach Personenbezug individuell angepasst wird.
Auch die Richtung ist ein wichtiger Gestaltungsparameter und verweist darauf, dass der Vorgesetzte aus verschiedenen Perspektiven beurteilt werden soll. Beurteilen nur Mitarbeiter, so erfordert die Einschätzung der Ergebnisse einen Vergleich z. B. mit Standards. Die Beurteilung kann aber auch mit der Selbsteinschätzung des Vorgesetzten verglichen werden oder es werden wie bei der 360°-Beurteilung die Urteile von verschiedenen Personen einbezogen.
Das wohl am stärksten diskutierte Kriterium bei Vorgesetztenbeurteilungen ist die Frage der Anonymität. Eine Befragung kann entweder vollständig anonym, also ohne Namensangabe, semi- anonym in einer Gruppensitzung oder mit Namensangabe aller Beteiligten durchgeführt werden.
Durch die Anonymität erhält der Vorgesetzte zwar die Einschätzung des Mitarbeiters zu allen zuvor entwickelten Punkten, jedoch ist keine Klärung durch Nachfragen möglich. Außerdem widerspricht diese Art von Befragung einer offenen Feedback-Kultur. In einer offenen Befragung wiederum kann der Mitarbeiter bedingt durch das hierarchische Verhältnis nicht in allen Punkten offenes Feedback geben. Dementsprechend erfährt der Vorgesetzte auch nicht zu allen Punkten die ehrliche Einschätzung des Mitarbeiters und ihre Ausprägung.
Während Vorgesetzte eher wissen möchten, welcher Mitarbeiter sie wie einschätzt, präferieren die Mitarbeiter die Anonymität. Dabei zeigen Studien, dass anonym bewertende Mitarbeiter ihre Vorgesetzten schlechter einschätzen als die offen Urteilenden.
Außerdem ist die Frage der Auswertung zu berücksichtigen. Diese kann einerseits von der Personalabteilung übernommen werden, da diese Mitarbeiter das Unternehmen sehr gut kennen und so Kosten eingespart werden könnten. Andererseits ist es vor allem bei anonymen Fragebögen, in denen auch offene Fragen handschriftlich beantwortet werden müssen, durchaus sinnvoll, die Auswertung von externen Beratern durchführen zu lassen.
Es muss auch klar sein, wer überhaupt die Ergebnisse bekommt und nutzt (der Vorgesetzte, die Mitarbeiter, die Personalabteilung), wie diese rückgemeldet werden (Gespräch, Workshop) und welche Konsequenzen sich daraus ergeben beziehungsweise welche Maßnahmen (Hilfestellungen wie z. B. Coaching) daraus abgeleitet werden.

## Wirkungshypothesen
Wird eine Vorgesetztenbeurteilung durchgeführt, so können neben den gewollten, also zielgerichteten Wirkungen natürlich auch Wirkungen auftreten, die den Zielsetzungen widersprechen. Erstere werden als funktionale, letztere als dysfunktionale Wirkungen bezeichnet. Es gilt auch zu unterscheiden, ob sich diese Wirkungen auf den Vorgesetzten-, den Mitarbeiter- oder den Unternehmensbereich beziehen. Des Weiteren hängen die Wirkungen auch immer davon ab, welche Gestaltungsparameter im Vorfeld gewählt wurden. Wurde beispielsweise der Vorgesetzte „gezwungen“ sich einer solchen Beurteilung zu unterziehen, wird die Folge kaum ein stärkeres Interesse an solchen Beurteilungsprozessen sein.
Einer funktionalen Wirkung steht oft auch eine dysfunktionale Wirkung gegenüber. Im Vorgesetztenbereich kann die Beurteilung zum Beispiel eine positive Einstellung zur partizipativen Führung und Zusammenarbeit fördern oder aber eine Verunsicherung des Vorgesetzten über das eigene Führungsverhalten hervorrufen. Es können konkrete Ansätze für die eigene Personalentwicklung gewonnen werden, es besteht jedoch auf der anderen Seite die Gefahr, dass die Führungskraft nun permanent den Mitarbeiterwünschen entsprechen möchte. Es kann ein stärkeres Interesse am eigenen Führungsverhalten hervorgerufen werden, oder aber eine „Trotzreaktion“ aufgrund von kritischen oder negativen Beurteilungsergebnissen.
Ähnlich verhält es sich auf Seiten der Mitarbeiter. Positive Wirkungen nach solch einer Beurteilung wären eine Steigerung der Motivation, des Selbstwertgefühls und eine bessere Teamfähigkeit. Genauso können die Folgen jedoch Angst vor Sanktionen, unrealistische Erwartungen bezüglich konkreter Veränderungen, ein Überforderungsgefühl oder eine Überschätzung des eigenen Einflusses auf Veränderungsprozesse sein. Im besten Fall sind Wirkungen wie ein verbessertes Arbeitsklima, Erhöhung der Arbeitszufriedenheit sowie eine Verbesserung des Leistungsverhaltens zu verzeichnen. Hier jedoch noch einmal der Verweis auf die Gestaltungsparameter: welche Wirkungen die Vorgesetztenbeurteilung auf den einzelnen Mitarbeiter erzielt, hängt zum Beispiel stark davon ab, ob die Untersuchung anonym durchgeführt wurde oder nicht.
Auch im Unternehmensbereich gibt es positive, aber auch negative Wirkungen, die durch eine Vorgesetztenbeurteilung erreicht werden können. Funktionale Wirkungen können das Überdenken der bisherigen Führungskonzeption, eine offenere Kommunikation sowie die gemeinsame Gestaltung von Führungsleitlinien und deren Umsetzung in partizipative Umgangsformen sein. Die Beurteilung stellt ein Frühwarnsystem für Motivations- und Leistungsschwund sowie sinkende Arbeitszufriedenheit dar.
Dysfunktionale Wirkungen im Unternehmensbereich wären die Gegenwehr von Arbeitnehmervertretungen, Arbeitszeitverlust durch lange Diskussionen über die Ergebnisse, die Überschätzung der Wirkungen von Vorgesetztenbeurteilungen oder die Einrichtung von „Klassengesellschaften“ gemäß den Beurteilungskriterien.

## Anwendungsvoraussetzungen
Die gewünschten Resultate eines Instrumentes sind neben den Gestaltungsparametern zudem noch von den jeweils gegebenen Handlungsbedingungen, also der Anwendungssituation, abhängig.
Bei der Durchführung bzw. der konkreten Ausgestaltung der Vorgesetztenbeurteilung müssen neben den allgemeinen Gütekriterien Objektivität, Reliabilität und Validität folgende methodische Kriterien beachtet werden:
- Relevanz: Die Informationen müssen für das Vorgesetztenverhalten von Bedeutung sein.
- Verständlichkeit und Begrenzung: Der Vorgesetzte muss die Informationen verstehen können und ihr Umfang darf nicht über seine Aufnahme- und Verarbeitungskapazität hinausgehen.
- Verifizierbarkeit: Die Aussagen müssen nachprüfbar sein.
- Beeinflussbarkeit: Die Feedback-Aussagen müssen im Wirkungsbereich des Vorgesetzten liegen, damit er auf sie Einfluss nehmen und sein Verhalten ändern kann.
- Vergleichbarkeit: Der Vorgesetzte muss seine Beurteilung anhand von vergleichbaren Kollegen oder vorgegebenen Standards einordnen können.
- Offenheit: Die Feedback-Aussagen stellen nicht das Ende, sondern den Beginn von Entwicklungsprozessen dar.[28]

Das letzte methodische Kriterium stellt eine sehr wichtige Anwendungsvoraussetzung dar. „Die Mitarbeiter nehmen an der Vorgesetzteneinschätzung mit der klaren Erwartung teil, [dass] ihr Input konkrete Auswirkungen auf die Verbesserung der Beziehungen am Arbeitsplatz zufolge haben wird“. Die Vorgesetztenbeurteilung wird als sinnlos angesehen, wenn nach der Resultatbekanntgabe, die für beide Seiten einzusehen und erläutert werden muss, keine erkennbaren Maßnahmen zur Verbesserung ergriffen werden. Der Vorgesetzte signalisiert somit keine Offenheit gegenüber Kritik. Darunter leidet die Akzeptanz des Instrumentes, die wiederum sehr wichtig für die Anwendung ist. Sie kann gesteigert werden durch eine weitere Bedingung: die frühzeitige Information und Einbindung der von der Beurteilung Betroffenen. Ziele, Hintergründe, Ablauf und Konsequenzen müssen offen dargelegt werden, damit Mitarbeiter zu einer ehrlichen Beantwortung bereit sind und auch die Vorgesetzten ihren Vorteil erkennen können.
Um den Mitarbeitern eine Orientierung zur Beurteilung des Führungsverhaltens zu geben und um der Unternehmensleitung eine Kontrolle über den Ist-Zustand zu ermöglichen, ist es sinnvoll für die Unternehmensleitung, Führungsleitlinien einzuführen und die Unternehmenskultur zu vermitteln. Anhand des Führungsstils lässt sich erkennen, ob eine Vorgesetztenbeurteilung Erfolg haben wird. Ein kooperativer Führungsstil unterstützt die Personalpolitik beim Einsatz des Instrumentes.
Entscheidend ist auch die Größe eines Unternehmens: Bei kleineren Betrieben wäre eine standardisierte Vorgesetztenbeurteilung mittels Fragebogen zu aufwendig und würde nicht der Unternehmenskultur entsprechen. In solchen Betrieben ist es selbstverständlicher das direkte Gespräch mit dem Vorgesetzten zu suchen, da eine Anonymität hier auch nur eingeschränkt gewährleistet werden kann. Voraussetzung für eine Anonymität ist zudem nur gegeben, wenn der Beurteilungsbogen überhaupt keine Kennzeichnung des Ausfüllenden enthält und handschriftlich beantwortete Zusatzfragen maschinell umgeschrieben werden.

## Beurteilung des Instrumentes
Kann eine Vorgesetztenbeurteilung wirklich dazu führen, die Beziehung zwischen Vorgesetzten und ihren Mitarbeitern nachhaltig zu verbessern? Auf jeden Fall lässt sich sagen, dass sie es könnte. Werden die Anwendungsvoraussetzungen eingehalten, dann ist es möglich, mit Hilfe der jeweiligen Gestaltungsparameter eine Wirkung zu erzielen, die aber vielleicht nicht immer die gewünschte ist.
Die Vorgesetztenbeurteilung kann Erfolg haben, wenn es von Seiten der Vorgesetzten, Mitarbeiter und der Unternehmensleitung keine Vorbehalte gibt und jeder bereit ist diesen Prozess einzuleiten. Dafür sind ehrliche Antworten unabdingbar und es reicht nicht nur die Absicht etwas zu verändern, sondern es muss eine konkrete Umsetzung erfolgen. Das Unternehmen muss in seinem ganzen unternehmerischen Handeln und mit seiner Unternehmenskultur signalisieren, dass es eine bessere Kommunikation zwischen Führungskräften und Mitarbeitern wünscht. Den Mitarbeitern muss die Angst vor möglichen negativen Konsequenzen vonseiten des Vorgesetzten genommen werden und dieser muss sich ebenso sicher sein können, keine Sanktionierungsmaßnahmen auf sich zu ziehen.
Hier besteht aber die nicht kalkulierbare Gefahr einer Vorgesetztenbeurteilung, genauso wie es sie bei einer Beurteilung von Mitarbeitern gibt. Die Unternehmensleitung soll anhand der Beurteilung lediglich erfahren, wo sich Unterschiede zwischen Soll und Ist innerhalb der Führungsleitlinien befinden und den Vorgesetzten Möglichkeiten eröffnen, sich entsprechend weiterbilden zu können. Andere Konsequenzen sollten möglichst ausgeschlossen werden. Dennoch wird eine Selektionsfunktion nicht kategorisch abgelehnt wie Abbildung 1 zeigt, so dass ein Einfluss auf Personalentscheidungen entstehen kann. Vielleicht gehen diese Entscheidungen nicht bis zu einer Kündigung, aber schon Bestimmungen über Gehalt und Beförderung sind nicht Zweck einer Vorgesetztenbeurteilung, sondern würden eine Abhängigkeit von den Urteilen der Mitarbeiter erzeugen. Eine andere Argumentation besteht darin zu sagen, dass gerade wegen der fehlenden Konsequenzen für den Vorgesetzten das Instrument aus Sicht der Mitarbeiter sinnlos ist.
Es besteht aber durchaus eine Legitimation für eine Vorgesetztenbeurteilung, da Führungskräfte ebenso wie die Mitarbeiter zum Erfolg des Unternehmens beitragen. Sie nehmen eine sehr wichtige Stellung in Bezug auf die Leistungsfähigkeit und Existenz ein und es ist sinnvoll, auch ihre Mitarbeit beurteilen zu lassen und nicht nur die der Mitarbeiter.
Ob die Sichtweise der Mitarbeiter nicht zu einseitig ist und daher lieber auf ein 360-Grad-Feedback zurückgegriffen werden sollte, ist abhängig von der Zielsetzung des jeweiligen Unternehmens. Auch die Qualifikation von Mitarbeitern zur Beurteilung ist umstritten und Beurteilungsfehler (Halo-Effekt, Primacy-Recency-Effekt usw.) können auftreten. Letztendlich kann der einzelne Mitarbeiter nur seine subjektive Wahrnehmung des Verhaltens des Vorgesetzten wiedergeben und diese kann sehr unterschiedlich ausfallen, so dass unter Umständen kein eindeutiges Ergebnis erzielt wird.
Aus empirischer Sicht führen bereits einige Unternehmen, insbesondere große Unternehmen wie Lufthansa oder BASF, Vorgesetztenbeurteilungen durch. Viele wie zum Beispiel Mercedes-Benz oder Wella verzeichnen dabei zumeist eine positive Entwicklung in ihrem Unternehmen. Anhand einer Studie lässt sich feststellen, dass Vorgesetzte generell die Nützlichkeit des Instrumentes positiver einschätzen als die Mitarbeiter, 63 % sehen auch eher eine positive Veränderung in ihrem Führungsverhalten während nur 42 % der Mitarbeiter dies bestätigen. Ein ähnliches Resultat ergibt sich für die Aussagen zur Verbesserung der Zusammenarbeit. Eine Steigerung der Arbeitsmotivation lässt sich auf beiden Seiten nur geringfügig erkennen.
Es gibt kein Patentrezept für eine Vorgesetztenbeurteilung, sie kann bei richtiger Anwendung durchaus Mittel zum Zweck sein, muss sich aber unterschiedliche Gegebenheiten und Unternehmen anpassen.